# (437) Rhodia
(437) Rhodia ist ein Asteroid des Hauptgürtels, der am 16. Juli 1898 vom französischen Astronomen Auguste Charlois in Nizza entdeckt wurde. 
Der Asteroid wurde nach der Nymphe Rhode aus der griechischen Mythologie benannt.